# カタジェネシス
カタジェネシスは、石油地質学に関連する作用の一つ。生体有機物の熟成に関与する過程で、続成作用の後期段階や後期続成作用の次の段階に位置付けられる。カタジェネシスにおいては熱作用が卓越し、ケロジェンから大量のメタンと共に、石油や、遅れてコンデンセートなどガスが生成される。カタジェネシスを終える頃には石炭もほぼ無煙炭の段階にある。

## 作用の過程
続成作用において生体有機物から形成されたケロジェンは、温度の影響を強く受け、水素に富む石油あるいはガスと、水素に乏しい残留炭素に不均化される。言い換えると、ケロジェンが熱分解されて石油やコンデンセートなどが生じるのである。
石油はカタジェネシスの前期において特に生成される。Hunt (1979) によると、液体炭化水素の約91%はこのメタジェネシス段階で熟成されたものであり、メタジェネシス以前の初期続成作用で熟成されたものは9%に過ぎないという。カタジェネシスの後期に入ると、石油生成量は急激に減少し、代わりにコンデンセートに代表されるガスが顕著に生成される他、膨大なメタンも発生する。カタジェネシスで生じる石油・ガスは地下条件では熱力学的に準安定であり、低分子から中分子アルカンや、1〜2環のシクロアルカンおよび芳香族化合物から構成される。
カタジェネシスの進行度合いの指標として、ビトリナイトの反射率、ステランやトリテルパンの異性化、泥質岩に含まれる裸子植物の花粉の明度が有効とされる。カタジェネシスにおいては、ビトリナイト反射率を目安として熟成帯と過熟成帯に大別される。熟成帯はビトリナイト反射率が0.5 - 1.3%程度の領域であり、石油生成の開始からピーク（反射率0.9 - 1.0%）を経て分解され消滅するまでを指す。その後の過熟成帯ではケロジェンの脂肪族側鎖の分解が進み、終盤において石炭はほぼ無煙炭になりかけている（反射率2.0%）。
カタジェネシスに続く段階をメタジェネシスと呼ぶ。メタジェネシスにおいては、有機物はさらに上昇した温度と圧力に晒されて変成作用が進んでいく。